# عالیه زمانی کیاسری
عالیه زمانی کیاسری (زاده ۱ اردیبهشت ۱۳۴۹، کیاسر) پزشک و نمایندهٔ دورهٔ دوازدهم مجلس شورای اسلامی از حوزهٔ انتخابیهٔ ساری و میاندورود در استان مازندران است که با کسب ۵۵۴۳۲ رای به‌عنوان اولین نماینده زن مازندرانی به مجلس شورای اسلامی راه پیدا کرد.وی پیش تر رئیس بیمارستان امام خمینی ساری , معاون آموزشی دانشگاه علوم پزشکی و خدمات بهداشتی درمانی مازندران بود.